# Teuchophorus nigricosta
Teuchophorus nigricosta is een vliegensoort uit de familie van de slankpootvliegen (Dolichopodidae). De wetenschappelijke naam van de soort is voor het eerst geldig gepubliceerd in 1840 door von Roser.